# Josip Iličić
Josip Iličić (* 29. Januar 1988 in Prijedor, SR Bosnien und Herzegowina, SFR Jugoslawien) ist ein slowenischer Fußballspieler.

## Karriere

### Verein
Die Karriere von Josip Iličić begann bei den Jugendmannschaften von NK Triglav Kranj und NK Britof. Im Alter von 19 Jahren wechselte er das erste Mal zu einem Profiverein, dem NK Bonifika Izola, wo er eine Saison lang spielte. Sein Talent wurde vom Hauptstadtclub Interblock Ljubljana wahrgenommen, sodass er erneut wechselte und zwei Saisons für diesen Klub spielte. 2009 gewann er dort den nationalen Pokal und bei einem kurzen Gastspiel für den NK Maribor auch die Meisterschaft. Kurz nach Beginn der Saison 2010/11 wechselte er in die italienische Serie A zur US Palermo. Nach dem Abstieg der US Palermo wurde Iličić im Juli 2013 für neun Millionen Euro von der AC Florenz verpflichtet und mit einem Vertrag bis 2017 ausgestattet. Im Sommer 2017 wechselte Iličić zu Atalanta Bergamo. In der folgenden Zeit erhielt Iličić unter anderem die Auszeichnung als Sloweniens Fußballer des Jahres und spielte auch erstmals in der UEFA Champions League. Bei einem Spiel am 10. März 2020 im Achtelfinale gegen den FC Valencia gelangen ihm beim 4:3-Auswärtserfolg alle Treffer seines Vereins. Nach fünf Jahren wurde dort sein Vertrag nicht mehr weiter verlängert und der Slowene kehrte zu seinem ehemaligen Verein NK Maribor zurück.

### Nationalmannschaft
Von 2008 bis 2010 absolvierte der Mittelfeldspieler neun Partien für diverse slowenische Jugendauswahlen. Anschließend debütierte Iličić am 11. August 2010 auch für die A-Nationalmannschaft in einem Freundschaftsspiel gegen Australien. Beim 2:0-Sieg in Ljubljana wurde er zur 68. Minute für Valter Birsa eingewechselt. Mit der Mannschaft nahm er an der Europameisterschaft 2024 teil und kam dort während des Turniers in zwei Spielen zum Einsatz, ehe das Team im Achtelfinale gegen Portugal im Elfmeterschießen ausschied. Bis Ende 2024 bestritt Iličić insgesamt 86 Länderspielen und erzielte dabei 17 Treffer.

## Erfolge
- Slowenischer Pokalsieger: 2009
- Slowenischer Meister: 2011

## Auszeichnungen
- Team des Jahres der Serie A: 2019
- Slowenischer Fußballer des Jahres: 2019